# 圭多·卡洛·加蒂
圭多·卡洛·加蒂（義大利語：Guido Carlo Gatti，1938年4月29日—2024年9月3日），意大利男子篮球运动员。他曾代表意大利获得1968年夏季奥运会男子篮球比赛第八名。他也获得了1963年地中海运动会金牌。